# شلحة (جزيرة مينو)
شلحة (بالفارسية: شلحه) هي منطقة سكنية تقع في إيران في قسم جزيرة مينو الريفي. يقدر عدد سكانها بـ 333 نسمة بحسب إحصاء 2016.